# 9P/Tempel
9P/Tempel 1 je kometa patřící do Jupiterovy rodiny. Objevil ji 3. dubna 1867 francouzský astronom Ernst Wilhelm Leberecht Tempel. Tato krátkoperiodická kometa prošla dne 15. května téhož roku v minimální vzdálenost 0,568 AU od Země a 24. května perihelem své dráhy ve vzdálenosti 1,562 AU od Slunce. Naposledy při tomto přiblížení ke Slunci byla pozorována 27. srpna 1867. Pětiměsíční sledování však stačilo, aby byla dostatečně přesně zjištěna její dráha.
Díky dobré znalosti elementů dráhy mohla být pozorována i při dalších dvou přiblíženích ke Slunci v létech 1873 a 1879. V roce 1881 však kometa prolétla ve vzdálenosti 0,55 AU kolem planety Jupiter. Gravitační působení této planety prodloužilo dobu oběhu kolem Slunce z původních 5,68 roku na 6,50 roku, což způsobilo, že by mohla být nadále pozorována jen při každém druhém přiblížení do středu Sluneční soustavy. Kromě toho se zvětšila vzdálenost perihelu dráhy od Slunce z 1,8 AU na 2,1 AU, takže kometa by byla při všech dalších návratech méně jasná. Tyto nepříznivé okolnosti nakonec způsobily, že kometa byla na tři čtvrtiny století ztracena.
Teprve výpočty, které uskutečnil Brian Marsden v roce 1963 a které odhalily další dva blízké průlety kolem Jupiteru, umožnily kometu při jejím návratu v roce 1972 znovu objevit. Od té doby byla pozorována již při každém dalším návratu (1977, 1983, 1988, 2000 a 2005).

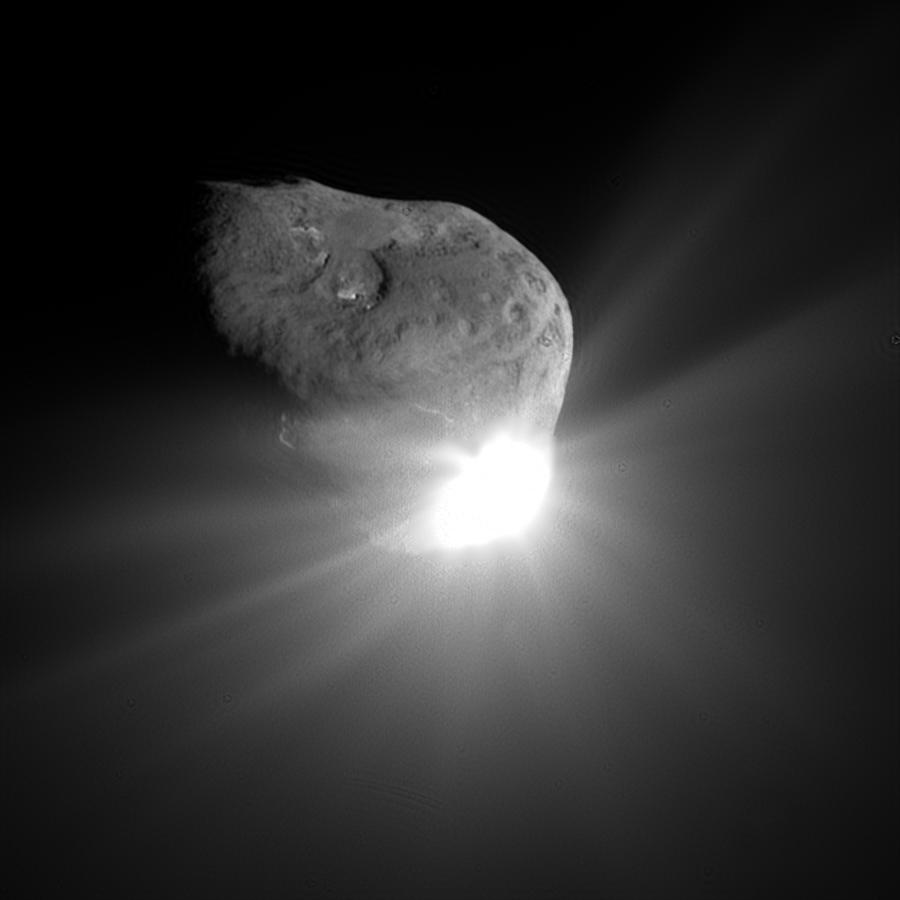
Kometa 67 sekund po dopadu projektilu z mateřské sondy Deep Impact (NASA-JPL/Caltech/MDU)

## Výzkum
V roce 1999 byla vybrána za cíl americké kometární sondy Deep Impact, jejíž projektil (impaktor) úspěšně narazil do jádra komety 4. července 2005. Impakt do jádra o maximální délce asi 17 km způsobil explozi, která vyvrhla do okolního prostoru značné množství látky z nitra komety, která pak mohla být spektroskopicky zkoumána jak z mateřské části sondy, tak pozemními a družicovými observatořemi.
14. února 2011 bylo jádro komety, v rámci programu NASA New Exploration of Tempel 1 (NExT), znovu mapováno, tentokrát sondou Stardust. Jde o vůbec první opakovaný výzkum komety během několika let. Sonda Stardust pořídila 70 fotografií ze vzdálenosti 180 km. V té době byla kometa 336 milionů km od Země.